# كارين شلوتر
كارين شلوتر (بالألمانية: Karin Schlüter)‏ هي فارسة سباق ألمانية، ولدت في 12 مارس 1937 في هامبورغ في ألمانيا.

## وصلات خارجية
- كارين شلوتر على موقع أوليمبيديا (الإنجليزية)